# Arne (Beozia)
Arne (in greco antico: Άρνη?) era una polis dell'antica Grecia ubicata in Beozia, menzionata da Omero nel catalogo delle navi dell'Iliade.

## Storia
Strabone proposte diverse alternative per l'ubicazione di Arne: in primo luogo, alcuni credevano che fosse l'antico nome di Acrefia, altri sottolineavano la possibilità che, come Midea, era stata inghiottita dal lago Copaide. Inoltre, l'autore non condivideva l'assunto di Zenodoto di Efeso, il quale credeva che Arne era la stessa città di Ascra, la città natale di Esiodo.
Secondo Pausania, Arne era l'antico nome di Cheronea.
In epoca moderna si è tentato di identificare Arne con Gla, o con la città di Flegias, ma tali tentativi non offrono maggiori garanzie rispetto alle vecchie ipotesi.